# Юсківці (станція)
Ю́сківці — проміжна залізнична станція 4-го класу Полтавської дирекції Південної залізниці на лінії Бахмач-Пасажирський — Лохвиця між станціями Сула (11 км) та Перекопівка (17 км). Розташована в селі Юсківці Миргородського району Полтавської області.

## Пасажирське сполучення
На станції зупиняються поїзди приміського сполучення Ромодан — Бахмач / Ромни.